# Libellus Orationum
Libellus Orationum es un códice escrito, al parecer, en Tarragona a finales del siglo VII, y conservado actualmente en Verona, donde se le cataloga como Verona Orational (Cód. LXXXIX). Se trata de un códice que nos transmite la liturgia visigótica, el más antiguo de todos del tema. En el margen de algunas de sus páginas se observan ciertos signos que Anglés llama «neumas», pero que pudieran ser sencillamente las clásicas y conocidas probationes calami en forma de neumas, como aparecen en muchos códices, por la sencilla razón de que el manuscrito en cuestión contiene los textos de las oraciones que en sí no eran piezas musicales.
Escrito en escritura visigótica minúscula.
- Datos: Q7922359